# Jungwein

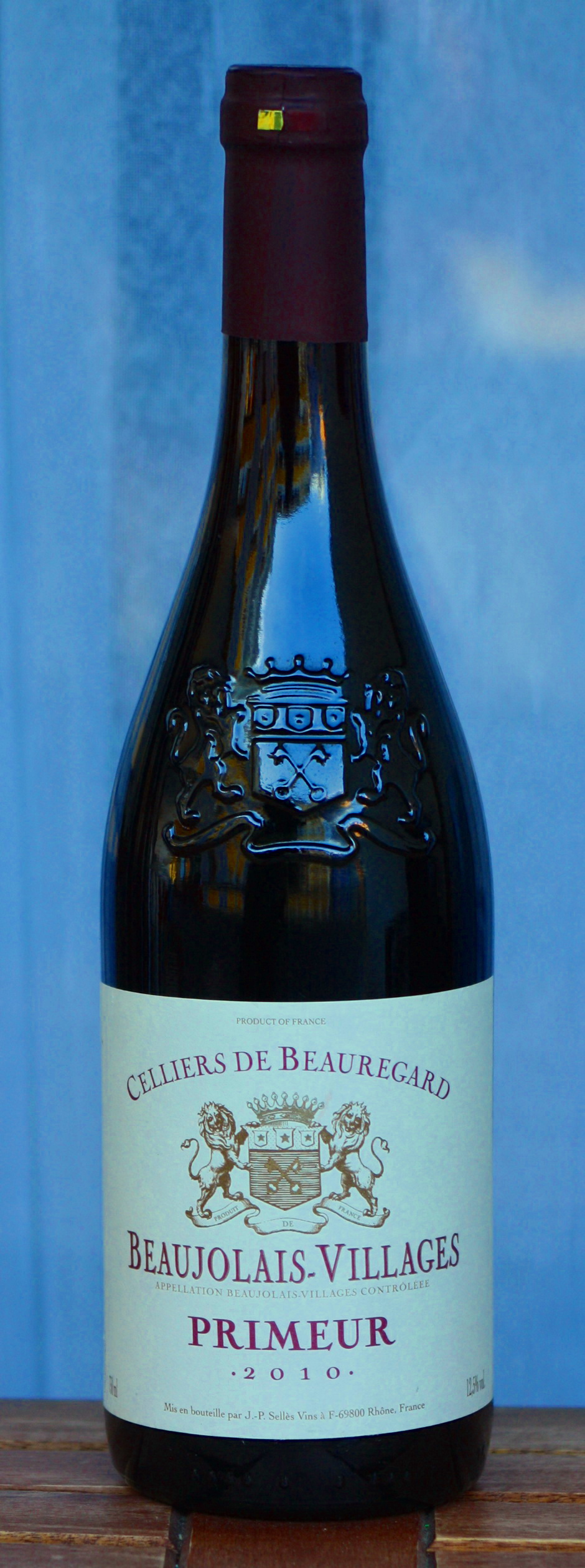
Flasche Jungwein (Primeur)

Jungwein ist Wein aus der letzten oder höchstens vorletzten Produktion. Anhang 1 Punkt 11 der EU-Weinmarktordnung definiert ihn folgendermaßen:
„Jungwein: der Wein, dessen alkoholische Gärung noch nicht beendet ist und der noch nicht von seiner Hefe getrennt ist.“
Typisch ist seine Spritzigkeit. In Österreich nennt man diesen Wein meist Heurigen (in der Steiermark auch Junker), im Spanischen Vino joven, im Italienischen Novello, im Französischen Nouveau oder Primeur.

## Typische Sorten
- Weißweine: Grüner Veltliner, Welschriesling, Müller-Thurgau, Bouvier, Neuburger, Sauvignon Blanc und Muskateller.
- Rotweine: St. Laurent, Pinot Noir, Blauer Portugieser und Zweigelt.

Ein besonders bekannter Jungwein, dessen Eintreffen alljährlich in ganz Europa gefeiert wird, ist der französische Beaujolais nouveau.